# Parlement algérien
IXe législature (APN)
Bâtiment du Conseil de la nation
Siège de l'Assemblée populaire nationale
Le Parlement algérien (en arabe : الـبرلـمـان الـجزائـري (Barlaman al-Jazā'ir) ; en berbère : Agraw Azzayri) est l'institution bicamérale exerçant le pouvoir législatif de l'Algérie. Ses deux chambres sont :
- le Conseil de la nation, dit « chambre haute », qui comprend 174 sénateurs  ;
- l'Assemblée populaire nationale (abrégé APN) , dite « chambre basse », qui compte 407 députés.

## Histoire parlementaire
| Date        | Constitution                              | Parlement                        | Parlement                        |
| Date        | Constitution                              | Chambre haute                    | Chambre basse                    |
| ----------- | ----------------------------------------- | -------------------------------- | -------------------------------- |
| 1962 – 1963 | —                                         | Assemblée nationale constituante | Assemblée nationale constituante |
| 1963 – 1965 | Constitution de 1963                      | Assemblée nationale              | Assemblée nationale              |
| 1977 – 1992 | Constitution de 1976 Constitution de 1989 | Assemblée populaire nationale    | Assemblée populaire nationale    |
| 1992 – 1994 | Constitution de 1989                      | Conseil consultatif national     | Conseil consultatif national     |
| 1994 – 1997 | Constitution de 1989                      | Conseil national de transition   | Conseil national de transition   |
| Depuis 1997 | Constitution de 1996                      |                                  |                                  |
| Depuis 1997 | Constitution de 1996                      | Conseil de la nation             | Assemblée populaire nationale    |